# Fernando Henrique da Conceição
Fernando Henrique da Conceição, mais conhecido apenas como Fernandinho (Limeira, 16 de março de 1993), é um futebolista brasileiro que atua como meia ou atacante. Atualmente está sem clube.

## Carreira

### Atlético Sorocaba
Fernandinho começou sua carreira em 2011, pelo interior de São Paulo atuando pelas categorias de base do Atlético Sorocaba, até ser contratado pelo Flamengo em parceria com a empresa Traffic, no ano seguinte.

### Flamengo
Quando chegou ao Rubro-Negro em 2012 o meia foi surpresa entre os relacionados para a partida contra o Palmeiras, pelo técnico Dorival Júnior (técnico do Flamengo na época). Estreou contra o Palmeiras entrando aos nove minutos do segundo tempo entrando no lugar do meia Thomás, utilizando a camisa de número 42.
No ano seguinte, após ser chamado para um coletivo pelo ex-técnico do Flamengo, Mano Menezes, o meia foi reintegrado ao elenco só que sendo chamado de Fernando, ao invés de Fernandinho. Entrou na partida contra o Bahia na derrota por 3 a 0. Sem muito espaço no elenco para o resto da temporada, Fernandinho voltou para as categorias de base.

### Madureira
Em 2014 foi emprestado ao Madureira para a disputa do Campeonato Carioca.

## Estatísticas
Até 7 de maio de 2016.

### Clubes
| Clube             | Temporada         | Campeonato nacional | Campeonato nacional | Campeonato nacional | Copa nacional[a] | Copa nacional[a] | Copa nacional[a] | Competições continentais[b] | Competições continentais[b] | Competições continentais[b] | Outros torneios[c] | Outros torneios[c] | Outros torneios[c] | Total | Total | Total   |
| Clube             | Temporada         | Jogos               | Gols                | Assist.             | Jogos            | Gols             | Assist.          | Jogos                       | Gols                        | Assist.                     | Jogos              | Gols               | Assist.            | Jogos | Gols  | Assist. |
| ----------------- | ----------------- | ------------------- | ------------------- | ------------------- | ---------------- | ---------------- | ---------------- | --------------------------- | --------------------------- | --------------------------- | ------------------ | ------------------ | ------------------ | ----- | ----- | ------- |
| Atlético Sorocaba | 2010              | —                   | —                   | —                   | —                | —                | —                | —                           | —                           | —                           | 1                  | 0                  | 0                  | 1     | 0     | 0       |
| Atlético Sorocaba | 2012              | —                   | —                   | —                   | —                | —                | —                | —                           | —                           | —                           | 1                  | 0                  | 0                  | 1     | 0     | 0       |
| Atlético Sorocaba | Total             | 0                   | 0                   | 0                   | 0                | 0                | 0                | 0                           | 0                           | 0                           | 2                  | 0                  | 0                  | 1     | 0     | 0       |
| Flamengo          | 2012              | 1                   | 0                   | 0                   | —                | —                | —                | —                           | —                           | —                           | —                  | —                  | —                  | 1     | 0     | 0       |
| Flamengo          | 2013              | 4                   | 0                   | 0                   | 1                | 0                | 0                | —                           | —                           | —                           | —                  | —                  | —                  | 5     | 0     | 0       |
| Flamengo          | Total             | 5                   | 0                   | 0                   | 1                | 0                | 0                | 0                           | 0                           | 0                           | 0                  | 0                  | 0                  | 6     | 0     | 0       |
| Madureira         | 2014              | 6                   | 1                   | 0                   | —                | —                | —                | —                           | —                           | —                           | 9                  | 3                  | 0                  | 15    | 4     | 0       |
| Madureira         | Total             | 6                   | 1                   | 0                   | 0                | 0                | 0                | 0                           | 0                           | 0                           | 9                  | 3                  | 0                  | 15    | 4     | 0       |
| Estoril Praia     | 2014–15           | 18                  | 1                   | 3                   | 3                | 0                | 2                | —                           | —                           | —                           | —                  | —                  | —                  | 22    | 1     | 5       |
| Estoril Praia     | Total             | 18                  | 1                   | 3                   | 3                | 0                | 2                | 0                           | 0                           | 0                           | 0                  | 0                  | 0                  | 22    | 1     | 5       |
| Chongqing Lifan   | 2015              | 14                  | 3                   | 3                   | —                | —                | —                | —                           | —                           | —                           | —                  | —                  | —                  | 14    | 3     | 3       |
| Chongqing Lifan   | 2016              | 8                   | 3                   | 2                   | 0                | 0                | 0                | 0                           | 0                           | 0                           | 0                  | 0                  | 0                  | 8     | 3     | 2       |
| Chongqing Lifan   | Total             | 22                  | 6                   | 5                   | —                | —                | —                | —                           | —                           | —                           | —                  | —                  | —                  | 22    | 6     | 5       |
| Total na carreira | Total na carreira | 52                  | 8                   | 8                   | 4                | 0                | 2                | 0                           | 0                           | 0                           | 11                 | 3                  | 0                  | 67    | 11    | 10      |

- a. ^ Jogos da Copa do Brasil
- b. ^ Jogos da Copa Sul-Americana
- c. ^ Jogos do Campeonato Paulista e Campeonato Carioca

## Títulos
Flamengo
- Torneio Octávio Pinto Guimarães: 2011 e 2012
- Copa do Brasil: 2013